# José Ramírez
José Enrique Ramírez, född den 17 september 1992 i Baní, är en dominikansk professionell basebollspelare som spelar för Cleveland Guardians i Major League Baseball (MLB). Ramírez är tredjebasman.
Ramírez skrev på för Cleveland Indians, som klubben hette då, i november 2009, vid 17 års ålder, och två år senare gjorde han proffsdebut i Indians farmarklubbssystem. Han debuterade i MLB för Indians den 1 september 2013 och har varit klubben trogen sedan dess.
Ramírez har tagits ut till MLB:s all star-match fyra gånger och till All-MLB Second Team en gång samt har vunnit tre Silver Slugger Awards. Bland hans statistiska bedrifter kan nämnas att han hade flest doubles i American League 2017 (56) och att han året efter kom med i den så kallade "30–30-klubben" genom att slå 39 homeruns och stjäla 34 baser.